# Pavel Drábek
Pavel Drábek (* 1974, Brno) je český teatrolog, anglista, překladatel starších anglických her a libretista. Specializuje se na dílo Williama Shakespeara a na jeho české překlady, na evropské divadlo raného novověku a divadelní teorii. Je také činný jako praktický divadelník. Pro nakladatelství Větrné mlýny vede edici dramatické klasiky REPERTOÁR. Je zakladatel, libretista a umělecký vedoucí (do roku 2015) Ensemblu Opera Diversa, kde spolupracuje se skladatelem Ondřejem Kyasem na operách.

## Nejdůležitější práce

### Minioperní a operní libreta proOndřeje Kyase

#### Opery
- Pickelhering 1607 aneb Nový Orfeus z Bohemie (2007), komediální komorní opera pro 9 zpěváků a 18členný orchestr
- Společná smrt milenců v Šinagawě (2009), polovečerní poetická opera
- Dýňový démon ve vegetariánské restauraci (2010), gastronomický gesamtkunstwerk pro Ensemble Opera Diversa
- Ponava (Zmizelé řeky) (2013), poetická opera o tajemných řekách pod našima nohama
- Čaroděj a jeho sluha (2016), strašidelná pohádková opera o pekelné službě

#### Muzikál
- Na dno (2015), komorní muzikál pro absolventský ročník JAMU

#### Miniopery
- Rýbrcoulova tůň (2003), krkonošská miniopera pro čtyři hlasy, hoboj, klarinet, housle, violu, violoncello (a cembalo)
- Metařka listí (2003), podzimní městská kantáta pro soprán, malý mužský sbor, flétnu, violu, violoncello a cembalo
- Mluvící dobytek aneb Tajemné kosti (2004–2005), hororový minioperní triptych pro hlasy a čtyři nástroje (fl/ob, vla, cl, fg), s použitím textů Huberta Krejčího a Aleše Rolečka:
  - Smějící se hlava, hororová kantáta pro dvě sóla a malý mužský sbor
  - Labe, hydrologická árie veletoku pro sólo a malý smíšený sbor
  - Mluvící dobytek, hororová miniopera pro sedm zpěváků
- Japonský triptych (2006–2008), čtyři (nikoli tři) miniopery pro pár hlasů a čtyři nástroje; inspirováno tradiční japonskou fraškou kjógen (věnováno Jakubu a Terezii Tučkovým):
  - Loupežnická nevěsta (8'), pro soprán a bas, podle kjógenu Jasemacu (viz záznam představení na YouTube)
  - Listonoš aneb Krytí plemenné něvské maškarády (10'), pro soprán, baryton a bas (viz záznam představení na YouTube)
  - Muž a žena v loďce (9'), pro soprán a bas, podle příběhu vypravěčského umění rakugo (viz záznam představení na YouTube)
  - Zpívající ženich, pro tenor, bas a mlčící sopranistku, podle kjógenů Fukitori a Iwahaši

#### Hry
- Princ Mucedorus a princezna Amadina (2017), původní rozhlasová pohádka na motivy anonymní alžbětinské hry Mucedorus; psáno pro Český rozhlas 2 Dvojka (premiéra 22. října 2017; režie Lukáš Kopecký, dramaturgie Hana Hložková, hudba Ondřej Kyas)
- Nissenův korál (2016), původní hudebně dramatická rozhlasová hra s hudbou a písněmi Ondřeje Kyase; psáno pro Český rozhlas 3 Vltava (premiéra 6. září 2016; režie Hana Mikolášková, dramaturgie Hana Hložková)
- Leviatan (2015), původní hra s písněmi na motivy stejnojmenné povídky Josepha Rotha; na hře spolupracovali Mark McLaughlin a Lizzy Steel; hudbu složil Ondřej Kyas; v roce 2015 uvedl Ensemble Opera Diversa v režii Tomáše Studeného
- Everyman čili Kdokoli (2013), původní hudebně dramatická rozhlasová hra s hudbou a písněmi Ondřeje Kyase; psáno pro Český rozhlas 3 Vltava (premiéra 23. dubna 2013; režie Hana Mikolášková, dramaturgie Hana Hložková)
- Everyman čili Kdokoli (2013), scénická verze rozhlasové hry, upravena a rozšířena pro Ensemble Opera Diversa (režie Tomáš Studený)

### Překlady a úpravy operních libret
- Šarlatán (The Charlatan, 2011), anglický překlad libreta opery Pavla Haase pro režisérku Pamelu Howard
- Dalibor (2008), nové libreto k opeře Bedřicha Smetany pro Moravské divadlo Olomouc
- Kávová kantáta (2005), český překlad kantáty Johanna Sebastiana Bacha pro Ensemble Opera Diversa

### Překlady
- Everyman (c1475; překlad 1997), pozdně středověká anglická moralita (vyšlo v Divadelní revui 1997/4 pod názvem Kdokoli)
- George Peele, Báchorka u krbu (The Old Wives Tale, 1595; překlad 1999), alžbětinská komedie (vyšlo v Divadelní revui 2008/4)
- Thomas Middleton, Yorkshirská tragédie (A Yorkshire Tragedy, c1606; překlad 1999), jakubovská tragédie (vyšlo v Divadelní revui 2008/2)